# Schistidium andreaeopsis
Schistidium andreaeopsis là một loài Rêu trong họ Grimmiaceae. Loài này được (Müll. Hal.) Lazarenko mô tả khoa học đầu tiên năm 1940.